# رود دیترویت
 رود دیترویت رودی است به دریاچه ایری می‌ریزد. این رود از کشور کانادا می‌گذرد.